# The Wolf Among Us
The Wolf Among Us är ett episodiskt visuell roman-äventyrsspel som utvecklats och släppts av Telltale Games till flera plattformar. Spelet baseras på serietidningarna Fables av Bill Willingham.

## Handling
| Spel                           | GameRankings                           | Metacritic                 |
| Episode 1: Faith               | (PS3) 87.00% (PC) 86.14% (X360) 80.96% | (PS3) 85 (PC) 85 (X360) 82 |
| Episode 2: Smoke and Mirrors   | (PS3) 84.57% (PC) 78.37% (X360) 73.50% | (PS3) 82 (PC) 76 (X360) 73 |
| Episode 3: A Crooked Mile      | (PS3) 88.80% (PC) 83.10% (X360) 78.62% | (PS3) 82 (PC) 82 (X360) 77 |
| Episode 4: In Sheep's Clothing | (PC) 77.40% (X360) 71.25% (PS3) 66.00% | (PC) 76 (X360) 74 (PS3) 73 |
| Episode 5: Cry Wolf            | (PC) 85.27%                            | (PC) 84/100                |

Se även: Gameplay i The Walking Dead
Liksom Telltales tidigare spel The Walking Dead är The Wolf Among Us ett visuell roman-äventyrsspel med stort fokus på berättelsen och figurerna. Spelaren i detta spel får ta sig rollen som stora stygga vargen från bröderna Grimms sagor, i spelet kallad för Bigby Wolf. Bigby lever med andra sagofigurer samt fabler i exil från deras sagovärld och befinner sig nu i New York där Bigby har rollen som deras beskyddande sheriff. Bigby har i spelet gått vidare från sina mörka dagar som stora stygga vargen men trots det har han inte intjänat tillit från de andra fablerna. Kort efter spelets start dör fabelflickan i åsneskinnet, kallad för Faith.
Spelarens handlingar och de dialogval som görs påverkar hur handlingen förflyter; effekterna av dessa val bevaras mellan de olika episoderna.